# Gordes
Gordes (okcitánsky: Gòrda, Gordo podle Mistrala) je skalní vesnice a malé administrativní území v Provence na jihu Francie. Vesnice je známá především pro svůj neodolatelný provensálský ráz. Inspiraci zde našel i maďarsko-francouzský malíř Victor Vasarely.

## Geografie
Vesnice Gordes je položena na jednom z vrchů pohoří Monts de Vaucluse, které se také nazývá Malý a Velký Luberon. Je přibližně uprostřed departementu Vaucluse. Vládne zde středomořské klima.
Gordes leží asi tři kilometry východně od cisterciáckého kláštera Sénanque, který je známý svou románskou architekturou a pěstováním levandule.
Sousední obce: Venasque, Le Beaucet, Murs, Joucas, Roussillon, Goult, Saint-Pantaléon, Beaumettes, Oppède, Cabrières-d'Avignon a Saumane-de-Vaucluse.

## Historie

### Původ jména

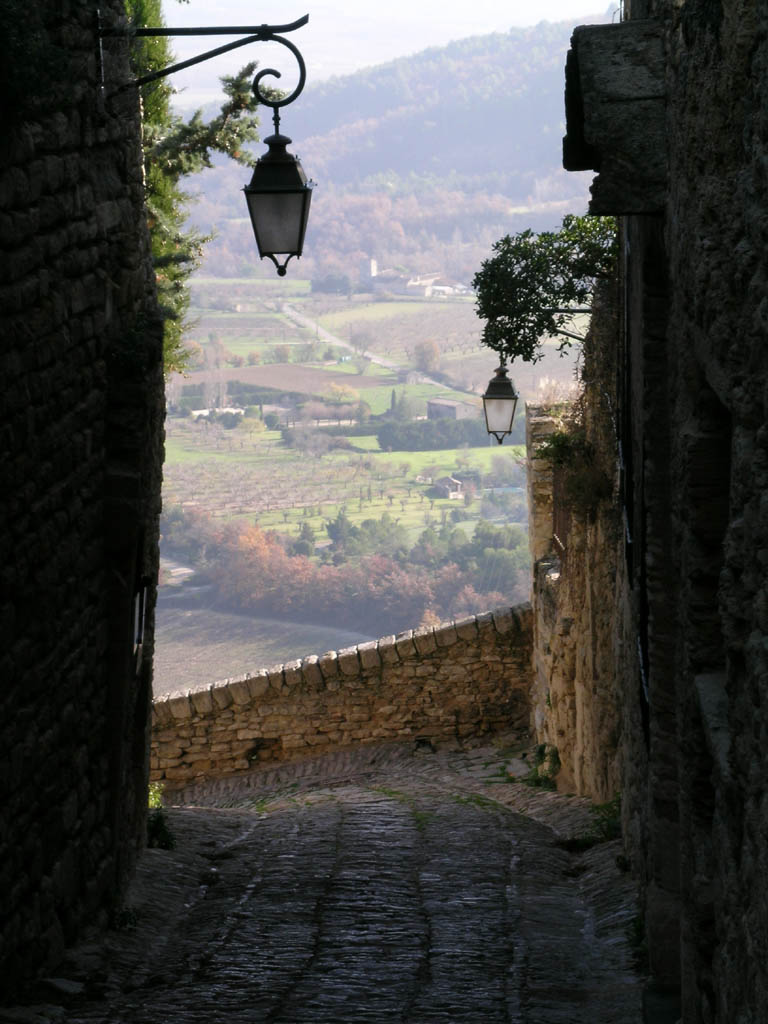
Ulička v Gordes

Jméno "Gordes" pochází z názvu keltského kmene "Vordense". Časem a vlivem latiny se pomalu přeměnilo "V" na "G", a se stalo "Gòrda" v okcitánštině. Gordes je překlad do oficiální francouzštiny.

### Středověk

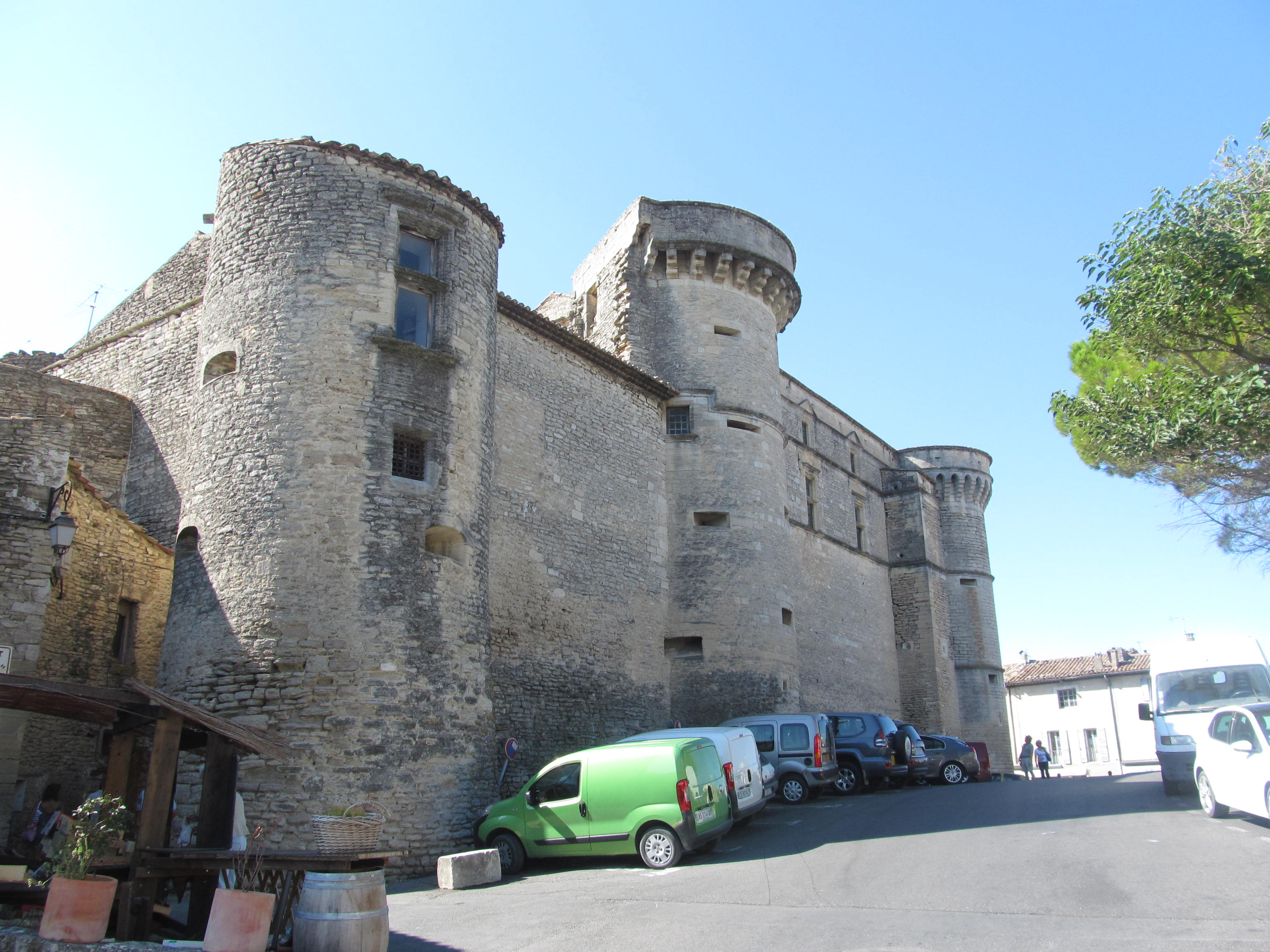
Hrad

V 8. století zde bylo založeno benediktinské opatství sv. Chaffreta, které bylo postaveno na Araby rozbořených ruinách římského chrámu. Po ukončení barbarských invazí v 10. století, vznikl roku 1013 hrad a k názvu přibylo latinské označení castrum (resp. "Castrum Gordes").
V roce 1148 bylo založeno pod patronací cavaillonského biskupa Alfanta a Ramona Berenguera II. nedaleké opatství Sénanque, které bylo obydleno cisterciáckými mnichy z mateřského opatství Mazan v Ardèche.
Po smrti "dobrého krále Reného" bylo území Provence přenecháno francouzské koruně.

### Novověk
Na sklonku 19. a 20. století je v této převážně zemědělské vesnici vidět pěstování mořeny, oleje, fíků a mandlí. V roce 1914 zde bylo možno napočítat 18 větrných mlýnů.
Během druhé světové války bylo v Gordes aktivní hnutí odporu a Gordes za to bylo odměneno Válečným křížem. Ve vesnici bylo zničeno na dvacet domů, především kvůli přehrazení dopravy.
Po válce nastal čas obnovy. Vesnice láká stále více a více malířů - Marc Chagall, Jean Deyrolle, Victor Vasarely a další.

## Architektura
Uprostřed vesnice stojí hrad, jehož počátky je možné vysledovat až do výše zmíněného roku 1013. Později byl přestavěn v renesančním stylu.
Všechny budovy ve vesnici jsou vyrobeny z tradičního provensálského materiálu - kamene. Na střechy jsou použity terakotové desky. Nejsou zde ploty, pouze kamenné zídky. Ulice jsou dlážděny a pod nimi se nachází veškerá rozvodná síť.

## Vývoj počtu obyvatel
Počet obyvatel